# جزيرة أبكر
جزيرة أبكر هي إحدى الجزر الواقعة في أرخبيل فرسان في البحر الأحمر، وتتبع منطقة جازان جنوب غرب السعودية. تبلغ مساحة الجزيرة نحو 2,1 كم2 وتبعد عن الساحل بحوالي 35,40 ميل بحري. سطحها صخري بارتفاع يصل إلى 30 مترًا، وتنتهي سواحل الجزيرة  في البحر بهيئة حواف صخرية.